# Acer rufinerve
Acer rufinerve, el Arce rufinerve japonés, Arce de venas rojas o Arce de Honshū; Japonés: ウリハダカエデ urihadakaede, "arce de piel de melón"), es un arce en el grupo de los arces de corteza de serpiente, relacionado con el Acer capillipes (Acer Kyushu). Es nativo de los bosques de las montañas de Japón, en Honshū, Kyūshū y Shikoku.

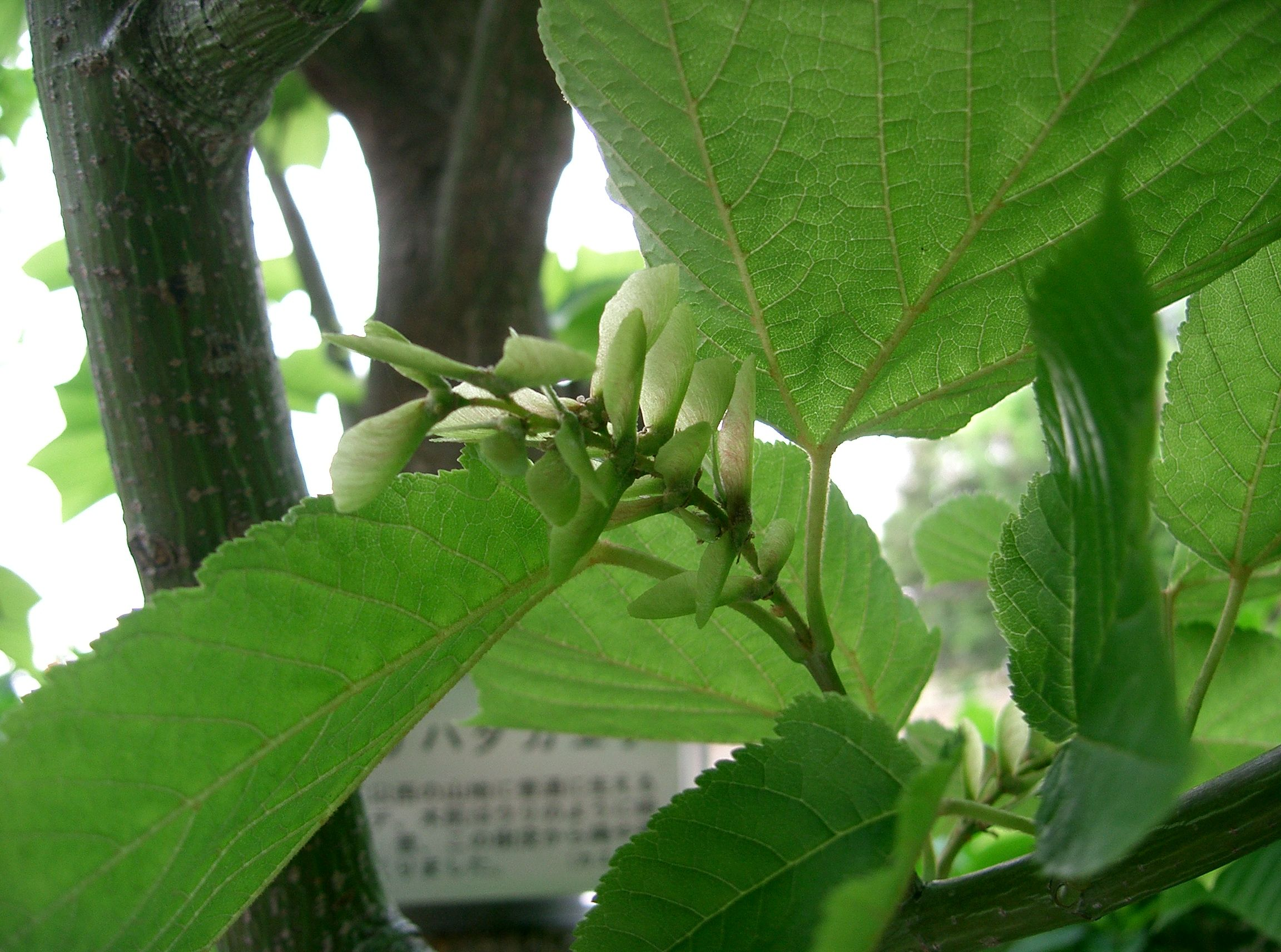
Fructificación en racimo.

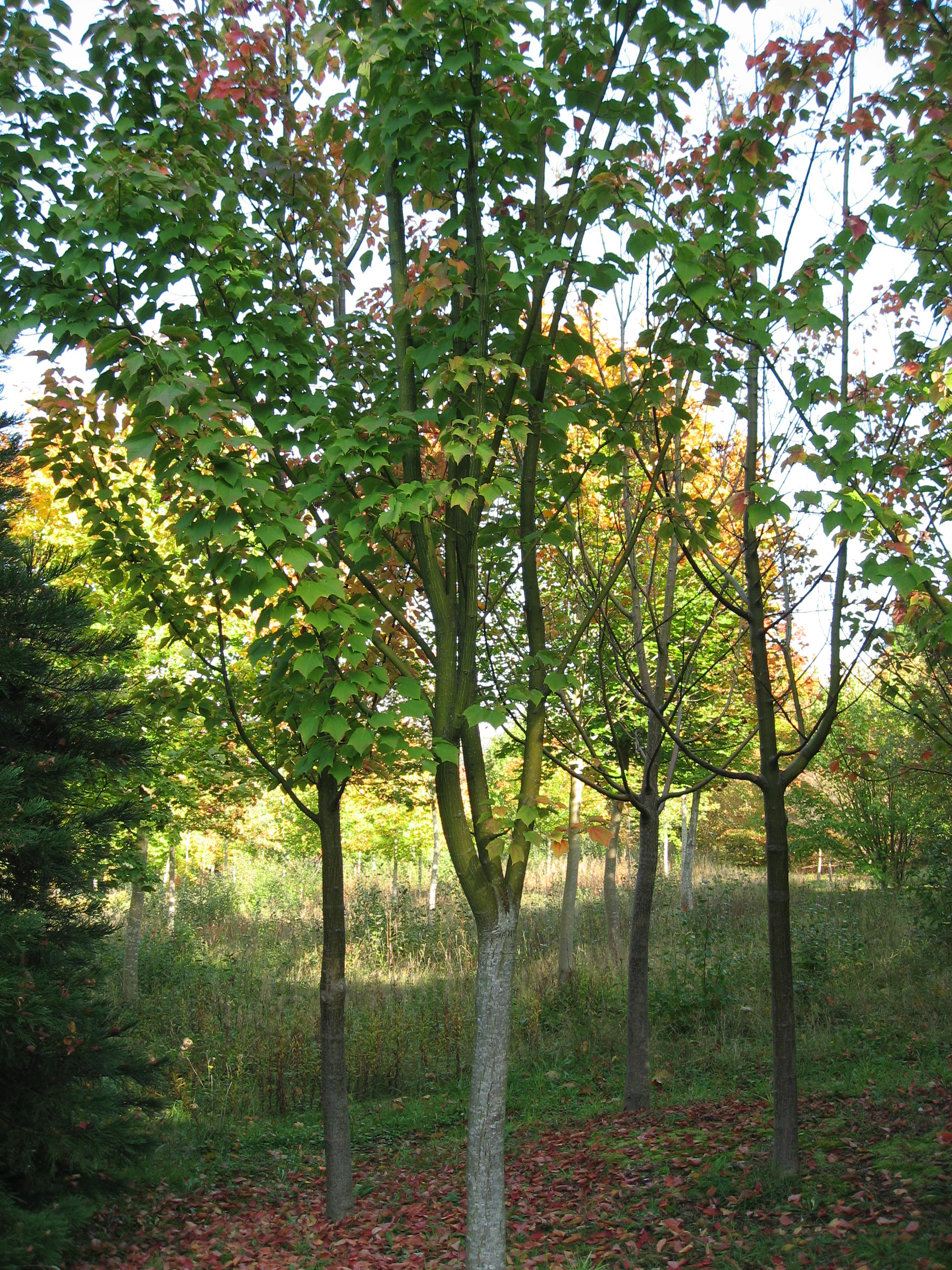
Vista del árbol

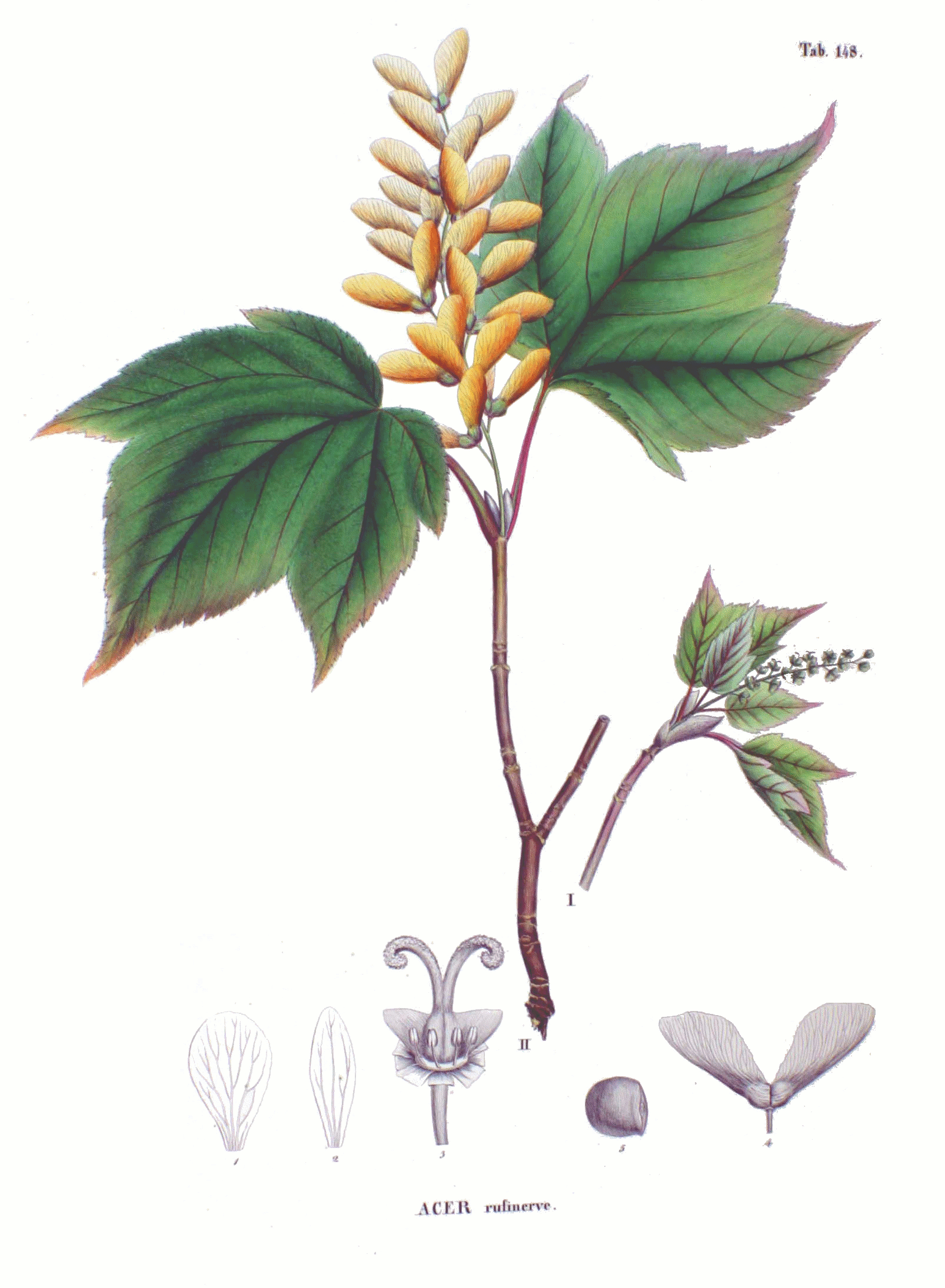
Ilustración

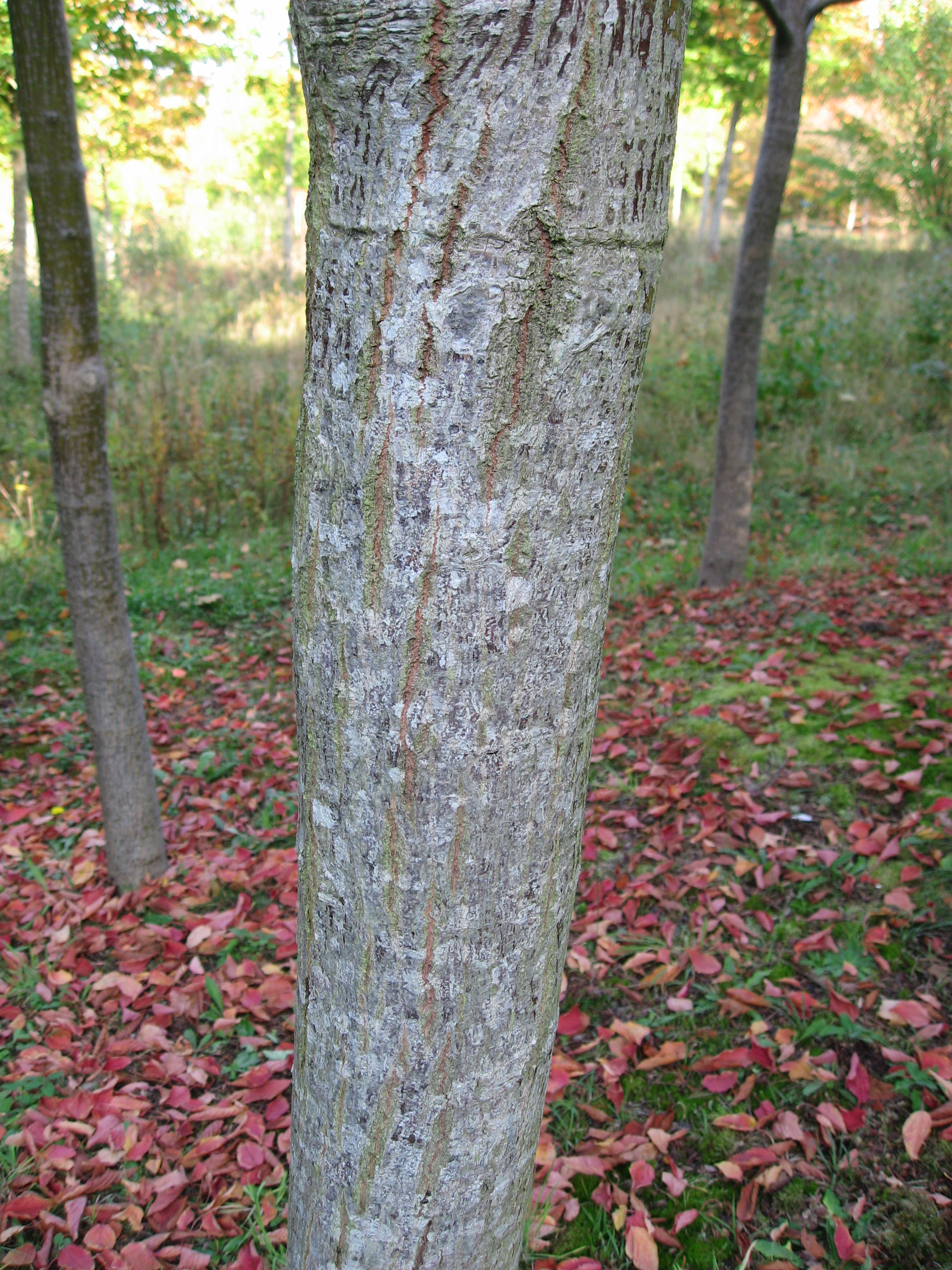
Detalle del tronco

## Descripción
Es un pequeño árbol caducifolio que alcanza una altura de desarrollo de 8 a 15 m, con un tronco de 40 cm de diámetro. La corteza en los árboles jóvenes es lisa, verde oliva con rayas regulares estrechas y verticales de un verde pálido o grisáceo y con lenticelas grisáceas. En los árboles viejos, la corteza llega a ser áspera y gris. Las hojas son trilobuladas (de vez en cuando con cinco lóbulos con dos pequeños lóbulos básicos adicionales), doblemente serradas, de 8 a 16 cm de largo y de 6 a 16 cm de amcho, de mate a verde oscuro más pálido debajo (envés de la hoja), ligeramente brillante con pequeños penachos de pelo oxidado en las venas cuando jóvenes, llegando a ser glabros cuando es maduro. El pecíolo es verdoso (raramente rosáceo), de 3 a 5 cm de largo. Las hojas adquieren un color anaranjado brillante o rojo en el otoño. Las flores se presentan en racimos de 10 cm de largo, cada flor tiene de 8 a 10 milímetros de diámetro, con cinco sépalos y pétalos de color amarillo al amarillo verdoso. Es dioico, con las flores masculinas y femeninas en árboles separados. El fruto es un par de sámaras de 2 a 3 cm de largo con las nueces redondeadas. Los nombres científicos y los ingleses derivan de la coloración rojiza en las venas, el nombre japonés, del patrón que presenta la corteza.
Se puede distinguir del acer emparentado próximo el Acer capillipes (Japonés, ホソエカエデ hosoekaede), con el que coincide en los peciolos verdes, los pelos oxidados del envés de las hojas (contrastando con la ausencia o solamente una pelusa en las hojas de A. capillipes), y en el florecimiento a principios de la primavera al mismo tiempo en que aparecen las hojas.

## Cultivo
Este es uno de los arces "corteza de serpiente" más comúnmente plantados, y cultivados por su robustez, rapidez de crecimiento. No exhibe mucha variación como especie pero destaca un notable cultivar, el 'Erythrocladum', con color verde amarillo tanto en sus hojas, como en las rayas de su corteza. Los cultivares variegados incluyen a 'Albolimbatum' y 'Hatsuyaki'.

## Taxonomía
Acer rufinerve fue descrita por Philipp Franz von Siebold & Joseph Gerhard Zuccarini y publicado en Abh. Math.-Phys. Cl. Königl. Bayer. Akad. Wiss. 4(2): 155, en el año 1845.
Etimología
Acer: nombre genérico que procede del latín ǎcěr, -ĕris = (afilado), referido a las puntas características de las hojas o a la dureza de la madera que, supuestamente, se utilizaría para fabricar lanzas. Ya citado en, entre otros, Plinio el Viejo, 16, XXVI/XXVII, refiriéndose a unas cuantas especies de Arce.
rufinerve: epíteto latíno que significa "con venas rojas".
Sinonimia
- Acer cucullobracteatum H.Lév. & Vaniot
- Acer rufinerve var. albolimbatum Hook.f.
- Acer rufinerve f. albolimbatum (Hook.f.) Schwer.
- Acer rufinerve f. angustifolium Kitam.
- Acer rufinerve var. marginatum Pax
- Acer rufinerve var. marmoratum Pax
- Acer rufinerve f. marmoratum (Pax) Geerinck[11]